# 宮氏
宮氏（みやし）は中世日本の備後国の国人。南北朝時代の一時期に備中国の守護を務めたこともある。

## 出自
出自については諸説あるが、藤原北家小野宮流の末裔が土着して備後の吉備津神社の社家を務めたとする説が通説となっている。異説としては吉備氏・村上源氏・清和源氏説もある。

## 動向

### 室町時代
南北朝時代に宮兼信が足利尊氏に従って転戦し、備後に進出した足利直冬を撃退した功労によって貞治3年（1364年）6月（以前）に隣の備中国の守護に任ぜられ、少なくても翌貞治4年（1365年）閏9月まで在任している。市川裕士はこの任命は吉備津彦神社（備前）・吉備津神社（備中）・吉備津神社（備後）がその歴史的経緯から社家も含めて密接につながっており、宮氏もそのネットワークの一員として備中国内への影響力が期待されたからだと推測している。一方、同族の宮盛重は足利直冬方について室町幕府が任じた備後守護であった岩松頼宥と戦っており、兼信とは別行動を取ったとみられている。
宮兼信の子である氏信は守護には任ぜられなかったものの、幕府側の一員として活動して奉公衆の一員に加えられて、その子孫は「上野介家」と称されて安那郡西中条を本拠地とした。一方、宮盛重の子孫も後に奉公衆に加えられてこちらは「下野守家」と称されて品治郡柏を本拠地とした（宮氏の根拠地を品治郡亀寿山城とする説は近世の地誌によるもので中世史料による裏付けはない）。現存する様々な古文書から、本来は下野守家が宮氏の宗家にあたると考えられ、上野介家とは「両宮」と称されて協調することで一族の団結を維持してきた。応仁の乱後の長享年間には庶流の若狭守家が宗家の地位を巡って室町幕府に訴訟を起こすが、長年近隣諸国への出兵などで幕府に尽くしてきた下野守家がその地位を保っている。

### 戦国時代以降
戦国時代の動向は不明であるが、出雲国の尼子氏に従った後、天文10年（1541年）に下野守家が断絶して、その後の惣領問題が発生したことが確認でき、天文17年（1548年）頃に大内氏に攻められて没落したとみられている。なお、庶流である有地氏・久代氏などは後に毛利氏に従って長州藩に仕えた。